# Jaume Agelet i Garriga
Jaume Agelet i Garriga (Lleida, 25 de juliol de 1888 - Madrid, 13 de març de 1981) fou un diplomàtic de l'Estat espanyol. També es dedicà, amb cert èxit, a la poesia. Era fill del polític Miquel Agelet i Besa i germà del també polític Josep Agelet i Garrell.

## Biografia
Jaume Agelet i Garriga neix a Lleida el 25 de juliol de 1888 a la casa familiar de la plaça de la Constitució (actual plaça de Sant Joan). El poeta lleidatà prové d'una família aristocràtica. El seu pare, Miquel Agelet i Besa, fou comte de Vinatesa i diputat a corts per Lleida i Solsona entre 1886 i 1901 pels liberals dinàstics. Jaume Agelet és fill del comte de Vinatesa i Ramona Garriga i Serra, segona esposa de Miquel Agelet, que morí vint dies després del naixement del poeta.
Jaume Agelet realitza els primers estudis a Sant Ignasi de Sarrià, Barcelona, i a l'institut d'ensenyament secundari de Lleida. Més tard, inicia la carrera de dret a Deusto i es llicencia a Madrid. És durant la seva estada a la capital castellana que Jaume Agelet se sentirà atret pel goig d'escriure i compon els primers versos.
El febrer de 1920 ingressa a la carrera diplomàtica i té com a primera destinació la ciutat de Viena. L'abril de 1921 es trasllada a Ciutat de Mèxic. Posteriorment, el poeta pren rumb cap a Washington, el juny de 1922.
En esclatar la Guerra Civil espanyola, Argelet és a París. El 30 d'agost de 1936, renuncià a la carrera diplomàtica —després que un tribunal popular de Lleida n'afusellés l'alcalde, Joan Rovira i Roure— i fixà la seva residència a París.
El novembre de 1980, malalt, es traslladà a Madrid, on finà.

## Obra
- Obra poètica (1924-1955), amb pròleg de Josep Romeu, Editorial Selecta, Barcelona, volum 167.